# Ibalonius maculatus
Ibalonius maculatus is een hooiwagen uit de familie Podoctidae. De originele naamcombinatie (protoniem) is Euibalonius maculatus Roewer, 1915, maar werd vervolgens teruggedraaid in Suzuki, 1977. De huidige (vanaf 2023) geldig wetenschappelijke naam van Ibalonius maculatus (Roewer, 1915) gaat terug naar Roewer.